# إيمان (ممثلة مصرية)
إيمان (5 أبريل 1938 -)، ممثلة مصرية اسمها الحقيقي هو ليلى هلال ياسين 

## عن حياتها
```
من مواليد محافظة الشرقية، واختار الفنان فريد الأطرش اسمها «إيمان»، أثناء تصويرهما لفيلمها الأول «
عهد الهوى
» في 1955وقد قامت بدور أخت الفنان 
فريد الأطرش
 في هذا الفيلم ثم شاركت في مجموعة من الأفلام في أواخر 
الخمسينات
 
القرن العشرين
 قررت في عام 
1962
 اعتزال المجال الفني والتفرغ لأسرتها، وتزوجت لفترة من 
فؤاد الأطرش
 شقيق المغني 
فريد الأطرش
 ثم انفصلت عنه لتتزوج من مهندس 
ألماني
 أشهر 
إسلامه
```

.
فسافرت معه إلى ألمانيا لكنها كانت تعود إلى مصر من وقت لآخر.
في عام 2002 كرمت في إحدى مهرجانات القاهرة.

## أفلامها
- 1955: عهد الهوى
- 1955: قصة حبي
- 1955: أيام وليالي
- 1956: صوت من الماضي
- 1957: تجار الموت
- 1957: علموني الحب
- 1958: روميل في القاهرة
- 1959: أنا بريئة
- 1960: لحن السعادة
- 1960: حب في حب
- 1960: قلب في الظلام
- 1961: حياة وأمل
- 1961: تحت سماء المدينة
- 1961: مخلب القط

## روابط خارجية
- إيمان على موقع IMDb (الإنجليزية)
- إيمان على موقع قاعدة بيانات الأفلام العربية
- إيمان على موقع قاعدة بيانات الفيلم (الإنجليزية)